# Субијако
Субијако (итал. Subiaco) је насеље у Италији у округу Рим, региону Лацио.
Према процени из 2011. у насељу је живело 6025 становника. Насеље се налази на надморској висини од 391 м.

## Познате личности
- Ђина Лолобриђида

## Партнерски градови
- Охзенхаузен
- City of Subiaco